# Beleg van Kakegawa
Het Beleg van Kakegawa was een slag tijdens de Japanse Sengoku-periode in 1569. Het maakte deel uit van een grotere campagne van Oda Nobunaga tegen de Imagawa-clan.
Imagawa Ujizane, de zoon van de recent overleden Imagawa Yoshimoto, beheerde kasteel Kakegawa, dat werd belegerd door troepen onder Tokugawa Ieyasu. Na een lange strijd begon men met onderhandelen, waaruit kwam dat Ujizane zich zou overgeven en in ruil hiervoor de steun zou krijgen van Ieyasu bij het terugkrijgen van zijn voormalige gebieden in de provincie Suruga.